# فلسفة الفلم
فلسفة الفيلم هي فرع من فلسفة الجمال ضمن تخصص الفلسفة الذي يسعى إلى فهم الأسئلة الأساسية حول الفيلم. تتداخل فلسفة الفيلم بشكل كبير مع نظرية الفيلم، وهي فرع من فروع الدراسات السينمائية.